# Carroll County (Georgie)
Carroll County je okres ve státě Georgie ve Spojených státech amerických. K roku 2011 zde žilo 111 159 obyvatel. Správním městem okresu je Carrollton. Celková rozloha okresu činí 1 305 km². Vznikl 9. června 1826.